# 中尾香
中尾 香（なかお かおり、1月17日 - ）は、日本のフリーアナウンサーで朗読家。北海道生まれ、宮城県仙台市出身。

## 人物・来歴
元NHK仙台放送局キャスターで、元スカイパーフェクTV!医療福祉チャンネル774（停波）のアナウンサー。
NHK時代は鎌田香（かまだ かおり）の名前で活動した。大学在学中から、情報番組「ウィークエンド東北」のキャスターとして出演。他、東北向け特集番組のキャスターや、おはよう日本のリポーターを務める。
現在は、司会やナレーションの他、幼児教室ランゲージ講師、日本語指導員、小児タッチセラピスト。

## 過去の担当番組
NHK仙台放送局
- ウィークエンド東北（キャスター）
- おはよう日本（リポーター）

スカイパーフェクTV！医療福祉チャンネル774
- ニュースボックス厚生労働省に聞く（キャスター）
- やさしく学ぶ予防医学（キャスター）

ALIC農畜産業振興機構ホームページ
- 「小・中学生が作る料理レシピ」ナレーション